# Ljudski vrt
Ljudski vrt ( v překladu Lidová zahrada) je multifunkční stadion nacházející se ve slovinském městě Maribor. Stadion leží na levém břehu řeky Dráva, na níž je Maribor rozložen.
Na stadionu hrává své domácí zápasy tým NK Maribor. Aktuální kapacita stadionu je 12 994 míst. Kromě fotbalových zápasů je stadion často využíván pro kulturní akce.

## Dějiny
Stadion obdržel jméno po veřejném parku Volksgarten, který byl v Mariboru vysazen v roce 1873.
Park se pak proměnil na tréninkové hřiště a v roce 1920 se změnilo na plnohodnotné fotbalové hřiště.
Hřiště, jaké známé z nynější doby, bylo postaveno v roce 1952, ale tribuny se dostavěly až v roce 1962, čímž se Ljudski vrt definitivně změnil na stadion. Od té doby prošel stadion čtyřmi rekonstrukcemi. Ta nejvýznamnější se odehrála v roce 2008, kdy byl stadion kompletně rekonstruován, vytvořily se prakticky tři nové tribuny a změnila se kapacita na nynějších 12 435 míst.
Další rekonstrukce proběhla v roce 2010 u příležitosti 50. výročí klubu NK Maribor. Po této rekonstrukci se kapacita hlediska zvýšila na 13 000 míst.

## Fotbal
Stadion je primárně určen pro fotbal. Své domácí zápasy zde hraje tým NK Maribor. Stadion je pro tento klub prakticky symbolem. Mimo slovinskou ligu hostil Ljudski vrt např. i domácí zápasy Slovinska v kvalifikaci na mistrovství světa ve fotbale v roce 2010.
Také hostil Mistrovství Evropy 2021 do 21 let.